# Odysseus (Gibbs)
Odysseus is een compositie van de Britse componist Armstrong Gibbs. Gibbs nummerde zijn symfonieën niet, Odysseus was zijn tweede. Gibbs volgt het verhaal van de Odyssee en Odysseus niet helemaal. Het is een toonzetting van een gedicht van Mordaunt Currie, die behoorde tot de verarmde adel en moest leven van een appelboomgaard. Currie was de buurman van Gibbs.
De symfonie is gecomponeerd tussen november 1937 en december 1938 en is geschreven voor sopraan, bariton, gemengd koor en orkest. Gibbs gebruikte de klassieke structuur van de symfonie, te weten vier delen met daarin een scherzo:
1. Escape from Calypso; (moderato e maestoso - allegro feroce)
2. Circe; (lento)
3. Cyclops: scherzo (Allegro, molto ritmico – andante)
4. The return (Allegro moderato)

Toen de compositie opgeleverd was, was het te gevaarlijk om hem uit te voeren; de Tweede Wereldoorlog was uitgebroken en de symfonie is geschreven voor grote bezetting. De première vond daardoor plaats pas op 3 april 1946 in Newcastle upon Tyne. De stijl van de muziek is erg behoudend en dat is waarschijnlijk de reden, dat het werk na een vijftal uitvoeringen van de lessenaar verdween om er pas in 2008 uitgehaald te worden voor de opname die onder wordt vermeld. Het hoogtepunt van de symfonie is het slot waarin het volledige gezelschap aan de bak moet in een fff-passage, waarbij het koor Goddes immortal zingt.

## Samenstelling
- sopraan, bariton, koor
- 2 dwarsfluiten met piccolo, 2 hobos, cor anglais, 2 klarinetten, 2 fagotten;
- 4 hoorns, 2 trompetten, 3 trombones, tuba;
- pauken, bass drum, side drum, triangel, bekken, piano,
- strijkinstrumenten